# Francisco Lara Polop
Francisco Lara Polop, né à Bolbaite (Valence) en 1932 et mort à Cunit (Tarragone) le 20 mai 2008, est un réalisateur, scénariste et producteur de cinéma espagnol.

## Biographie
Francisco Lara Polop a d'abord travaillé comme directeur de production, jusqu'à ce qu'il fonde sa propre maison de production. Il tourne son premier film en 1972, avec Pedro Lazaga, qui s'appelle La Maison de la brune, puis deux ans plus tard, il tourne seul des films dramatiques comme La Perversion pour un adolescent en 1974, El Vicio y la virtud en 1975, Obsession où il fait découvrir Victoria Abril, Les Déracinées en 1976, Climax en 1977. En 1980, il est diplômé de l'école officielle de cinématographie (EOC), puis en 1983, il gagne le C.I.F.E.J. Award avec la mention « Honorable Film » pour son film El Cabezota.
Francisco Lara Polop termine sa vie comme guide touristique au monastère de l'Escurial.

## Filmographie

### Réalisateur
- 1972 : La Maison de la brume (La mansión de la niebla)
- 1974 : Perversión
- 1974 : La Secrétaire (Cebo para una adolescente)
- 1975 : Obsession (es) (Obsesión)
- 1975 : Las protegidas
- 1975 : El vicio y la virtud
- 1976 : Sin aliento, sin respiro, sin vergüenza
- 1976 : Las desarraigadas
- 1977 : Clímax (es)
- 1977 : Virilidad a la española
- 1977 : Secretos de alcoba
- 1978 : El asalto al Castillo de la Moncloa (es)
- 1979 : Historia de 'S' (es)
- 1980 : La patria del rata
- 1980 : Adiós, querida mamá
- 1981 : La masajista vocacional
- 1982 : Adulterio nacional (es)
- 1982 : Le llamaban J.R. (es)
- 1982 : El cabezota (es)
- 1983 : J.R. contraataca (es)
- 1984 : La mujer del juez
- 1984 : Christina y la reconversión sexual (es)
- 1990 : Le Moine (El fraile)

### Scénariste
- 1965 : Megatón Ye-Ye
- 1974 : Cebo para una adolescente
- 1975 : Obsession (es) (Obsesión)
- 1975 : Las protegidas
- 1975 : El vicio y la virtud
- 1975 : Ah sì? E io lo dico a Zzzzorro!
- 1976 : Sans souffle, sans répit, sans honte (Sin aliento, sin respiro, sin vergüenza)
- 1976 : Amor casi… libre
- 1976 : Les Déracinées (Las desarraigadas)
- 1977 : Climax
- 1977 : Secretos de alcoba
- 1978 : El asalto al castillo de la Moncloa
- 1980 : La patria del rata
- 1981 : Perché non facciamo l'amore?
- 1982 : Adulterio nacional
- 1982 : El cabezota
- 1984 : La mujer del juez
- 1990 : Le Moine (El fraile)
- 2001 : Chica de Río

### Producteur
- 1964 : La jeune fille en deuil (La niña de luto)
- 1965 : Crimen de doble filo
- 1965 : Megatón Ye-Ye
- 1966 : El arte de no casarse
- 1966 : El arte de casarse
- 1974 : Le Grand Amour du comte Dracula (El gran amor del conde Drácula)
- 1982 : El cabezota
- 1986 : Tiempo de Silencio
- 1986 : Me hace falta un bigote
- 1987 : Sufre mamón
- 1988 : Al filo del hacha
- 1992 : Don Quichotte
- 1994 : La leyenda de la doncella